# Болото Сну
Боло́то Сну (лат. Palus Somni) — місячне утворення, розташоване на північний схід від Моря Спокою. Селенографічні координати 13°41′ пн. ш. 44°43′ сх. д. / 13.69° пн. ш. 44.72° сх. д., діаметр близько 163 км. На півдні «Болото Сну» межує з Затокою Згоди, на північному заході — з Затокою Любові. На північний схід від «Болота Сну» розташований кратер Прокл, на північний захід — кратер Лайель.